# ラ・クロワ・デュ・メーヌ
ラ・クロワ・デュ・メーヌの領主フランソワ・グリュデ（François Grudé, sieur de La Croix du Maine, 1552年 - 1592年）は、フランスの書誌学者。生涯を書誌研究に捧げたと言っても過言ではない人物であり、その記念碑的労作『ラ・クロワ・デュ・メーヌ殿の蔵書』（正式名後述）は、16世紀フランス文学に関する同時代の書誌研究として、今なお重要なものである。
ラ・クロワ・デュ・メーヌは、1552年にル・マンで生まれた。彼は、フランス国内のみならず、国外の文献書誌をも収めた一大書誌の作成を企図した。そのために、多額の私財を投じて膨大な蔵書を揃えるとともに、フランス国内外の知識人たちに著書目録の送付を依頼した。その依頼文の送付先は1万人に及んだとも言われるが、ほとんど返事はなく、思うような成果には結びつかなかった。それでも、彼は調査研究を継続し、その成果を大著『西暦500年以降現在に至るまでにフランス語で執筆したあらゆる著者たちの総目録であるところの、ラ・クロワ・デュ・メーヌ殿の蔵書第1巻 Premier volume de la Bibliothèque du sieur de La Croix du Maine, qui est un catalogue general de toutes sortes d'autheurs qui ont escrit en françois depuis cinq cents ans et plus jusques à ce jour d'huy』（パリ、1584年）として公刊した。
第1巻とあるが、彼は1592年にトゥールで狂信者によって暗殺されたため、続巻は存在しない。暗殺の原因は、プロテスタントとして秘密裏に講義を行っていると疑われたことであったという。

## 著書
- 『ラテン語・フランス語作品の大部分について著書、書名、記載事項を簡略に含む言説Discours du sieur de La Croix du Maine, contenant sommairement les noms, titres et inscriptions de la plus grande partie de ses œuvres, Latines et françoise』（ル・マン、1579年）
- 『あらゆる点が満たされている完璧な図書館を建てる為の素描あるいは計画 Desseins ou projets ..pour dresser une bibliotheque parfaite et accomplie de tous points 』（パリ、1583年）
この著書は国王アンリ3世に捧げられているが、国王はこの計画にはさしたる関心を寄せなかったようである。
- 『ラ・クロワ・デュ・メーヌ殿の蔵書』（パリ、1584年）

## 『ラ・クロワ・デュ・メーヌ殿の蔵書』
この文献は、ウィキペディアの多くの人物記事のように、フルネームのアルファベット順に人物が並べられ、各人物の伝記的事項と主著が紹介されているものである。現代までの研究成果に照らして誤りとされる記述ももちろんあるが、他方で現存しない文献への言及も少なくないため、同時代の証言として貴重である。
1772年から1773年にかけて、アントワーヌ・デュ・ヴェルディエの書誌とともに、補注を施された上で復刻された（『ラ・クロワ・デュ・メーヌとデュ・ヴェルディエのビブリオテック・フランソワーズ』全6巻。第1巻、第2巻がラ・クロワ・デュ・メーヌの書誌）。この復刻版は、補注においてお互いの書誌の対照もなされている便利なものである。1969年にファクシミリ復刻されている。